# Clotilde Leal-Lopez
Clotilde Léal-Lopez (Almería, 6 de septiembre de 1961) es una política valona. Es un miembro activo del Centro Democrático Humanista desde el año 2000.
Es técnico de laboratorio. Después de haber sido invesitgadora en fitopatología en la Universidad Católica de Lovaina, se convirtió en inspectora de fitosanitarios en el gobierno valón. Tras ello, ha estado trabajando como técnica experta en virología en la Comisión Europea.

## Su carrera política
- 2012- : Consejera comunal en Sambreville
- 2014- : Diputada valona 
  - Diputada de la Comunidad Francesa de Bélgica